# 佐野天然温泉
佐野天然温泉（さのてんねんおんせん）は、神奈川県横須賀市（旧国相模国）にある温泉。日帰り入浴施設の「湯処 のぼり雲」が所在する。

## 概要
三浦半島では市街地やその周辺に温泉が点在しているが、佐野天然温泉もそのひとつである。三浦義明の末裔である永島家が代々居を構えた三崎街道沿いの地にある。「黒門」と称される長屋門が残され、往時を偲ばせる。
なお当地において温泉施設として営業されているのは、日帰り入浴施設「湯処 のぼり雲」の一軒のみである。

## 泉質
- ナトリウム - 塩化物・炭酸水素塩泉
- 源泉温度 - 29.9℃

## 温泉地
- 当地では前述の通り、日帰り入浴施設「湯処 のぼり雲」の一軒のみが営業されている。すでに市街化が進んだ場所で新たに掘削された温泉であり、いわゆる温泉街は形成されていない。

## アクセス
- 横須賀線（JR東日本）衣笠駅より徒歩15分。または税務署経由横須賀駅行きバス10分、佐野四丁目バス停下車。
- 京浜急行電鉄（本線）横須賀中央駅より税務署経由衣笠駅行きバス10分、佐野四丁目バス停下車。
- 横浜横須賀道路衣笠ICを降り衣笠城址前T字路を右折、トンネルを抜けて側道に入り左折、神奈川県道26号横須賀三崎線を横須賀方面に向かい衣笠十字路を直進、佐野四丁目バス停角を左折。